# Fettes Brot
Fettes Brot é uma banda de hip hop da Alemanha. A banda se formou em Hamburgo no ano de 1992. A tradução literal desse nome alemão para o português é pão gordo. Porém esse nome adquire outro significado se interpretado pelas gírias da região, onde Brot pode significar haxixe e Fettes é equivalente a excelente.

## História
Com o fim do grupo Poets of Peeze em 1992, os integrantes Doktor Renz (Martin Schrader) e Tobi Tobsen formaram uma nova banda. Juntamente com König Boris (Boris Lauterbach), Schiffmeister (Björn Warns) e Mighty eles fundaram o Fettes Brot. Os irmãos Schmidt (Toby e Mighty) deixaram a banda antes mesmo do primeiro EP (Mitschnacker) ser lançado.

## Integrantes

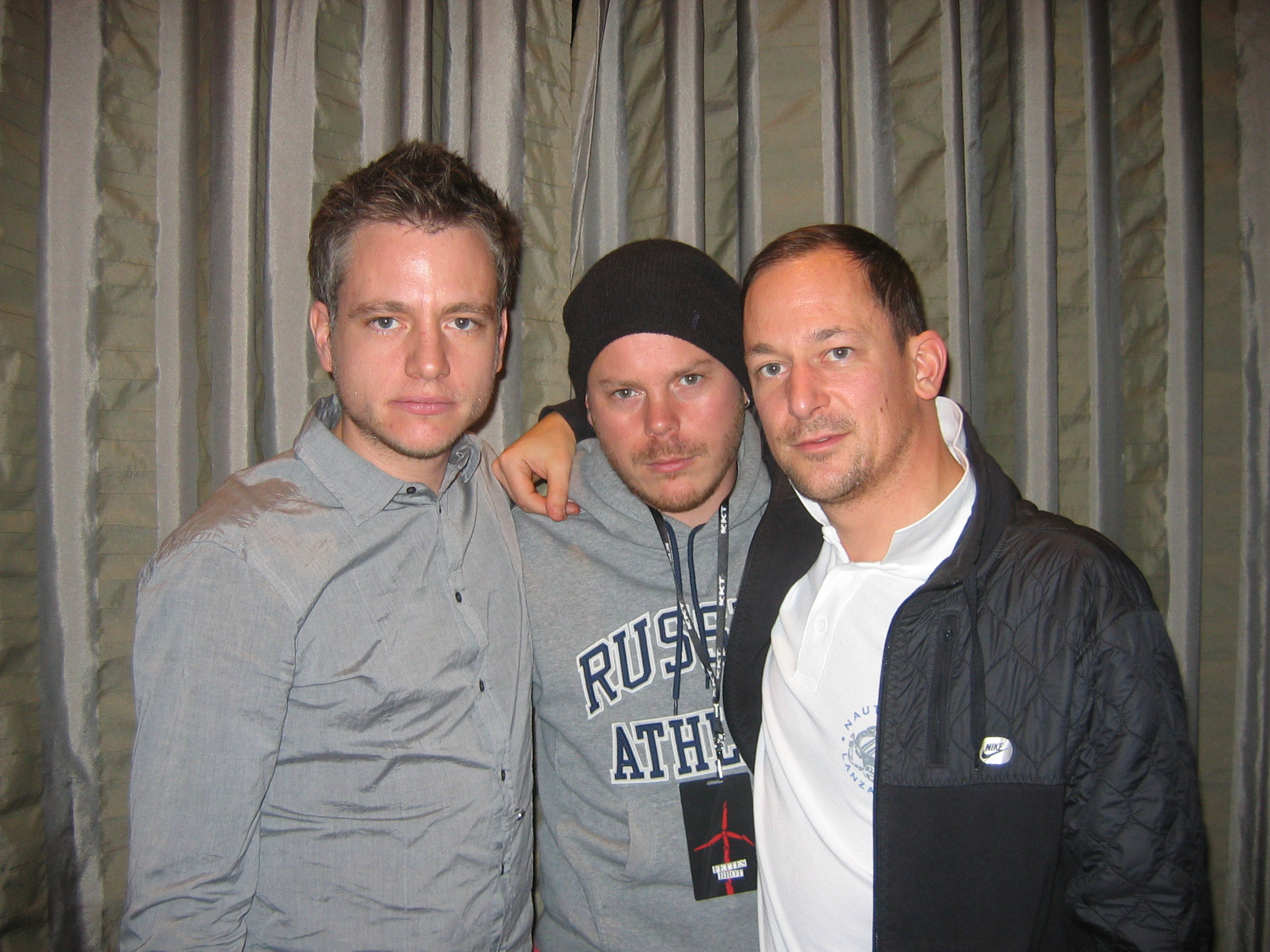
Fettes Brot: Dokter Renz, König Boris, Björn Beton.

- Boris Lauterbach, também conhecido como König Boris, Kay Bee Baby, Rock'n'Roll Coseng e Long Leg Lauterbach
- Martin Schrader, também conhecido como Dokter Renz, Rektor Donz, Roktor Denz, Speedy Konsalik, Martin Vandreier, Rostige Pforte e Hektor Ronz
- Björn Warns, também conhecido como Schiffmeister, Björn Beton, Flash Müller e Papa Geil

## Discografia

### Álbuns
| Ano  | Título                                                                                             |
| ---- | -------------------------------------------------------------------------------------------------- |
| 1995 | Auf einem Auge blöd                                                                                |
| 1996 | Außen Top Hits, innen Geschmack                                                                    |
| 1998 | Fettes Brot lässt grüßen                                                                           |
| 2000 | Fettes Brot für die Welt (Compilação com músicas modificadas ou não lançadas e três músicas novas) |
| 2001 | Demotape                                                                                           |
| 2002 | Amnesie (Compilação com todos os singles até 2002 exceto Gangsta Rap)                              |
| 2005 | Am Wasser gebaut                                                                                   |
| 2008 | Strom und Drang                                                                                    |

### EPs

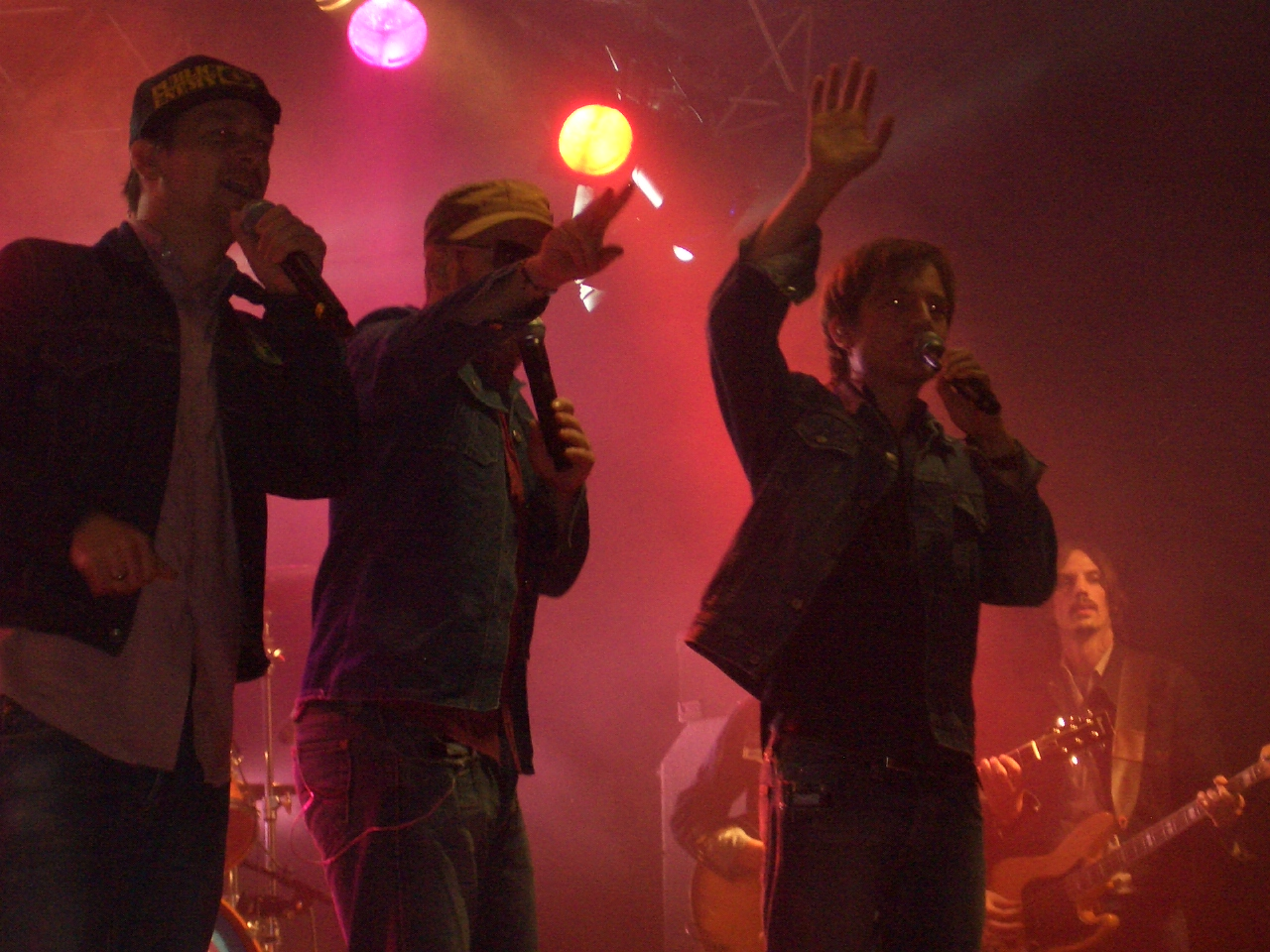

| Ano  | Título       |
| ---- | ------------ |
| 1994 | Mitschnacker |

### Singles
| Ano  | Título                                                                             |
| ---- | ---------------------------------------------------------------------------------- |
| 1994 | Definition von Fett                                                                |
| 1994 | Männer                                                                             |
| 1995 | Nordisch By Nature                                                                 |
| 1995 | Gangsta Rap (somente em Vinil)                                                     |
| 1996 | Jein                                                                               |
| 1996 | Mal sehen                                                                          |
| 1997 | Silberfische in meinem Bett                                                        |
| 1997 | Sekt oder Selters                                                                  |
| 1998 | Lieblingslied                                                                      |
| 1998 | Viele Wege führen nach Rom                                                         |
| 1999 | Können diese Augen lügen?                                                          |
| 1999 | Ruf mich an (com James Last)                                                       |
| 2000 | Da draußen                                                                         |
| 2001 | Schwule Mädchen                                                                    |
| 2001 | Fast 30 (com Skunk Funk)                                                           |
| 2001 | The Grosser                                                                        |
| 2002 | Welthit                                                                            |
| 2003 | Ich bin müde (Fettes Brot canta Rio Reiser)                                        |
| 2005 | Emanuela                                                                           |
| 2005 | An Tagen wie diesen (com Pascal Finkenauer)                                        |
| 2006 | Soll das alles sein                                                                |
| 2006 | Fußball ist immer noch wichtig (com Bela B., Marcus Wiebusch e Carsten Friedrichs) |
| 2008 | Bettina Zieh Der Bitte Etwas An                                                    |

### DVDs
| Ano  | Título |
| ---- | --- |
| 2002 | Amnesie (DVD arquivo com videoclips e outros materiais, incluindo um CD com todos os singles até 2002 exceto Gangsta Rap) |